# Itsuwa Mayumi
Mayumi Itsuwa (Hán tự 五輪 真弓 (Ngũ Luân Chân Cung); sinh ngày 24 tháng 1 năm 1951, tại Tokyo, Nhật Bản) là một ca sĩ, nhạc sĩ Nhật Bản.

## Cuộc đời và sự nghiệp
Ngay từ nhỏ, Mayumi đã có đam mê âm nhạc và tập chơi guitar bằng cách bắt chước cha mình. Sau khi tốt nghiệp cấp 3, bà bắt đầu đi hát ở một quán cà phê có tên là "Jean-Jean" đồng thời sáng tác những bài hát đầu tay.
Năm 1972, Mayumi ra album đầu tay tên 少女 (Shojo - Thiếu nữ). Thời kỳ đầu, bà theo đuổi phong cách dân ca, ít được chú ý.
Năm 1976, Mayumi sang Pháp lưu diễn trong một chương trình của Sony Music (Công ty mà bà ký hợp đồng). Bà bắt đầu hoàn thiện phong cách và dần trở thành ca sĩ chuyên nghiệp thực sự.
Năm 1980, bà phát hành single 恋人よ (Koibito yo - Người yêu dấu ơi), được xem là dấu mốc trong sự nghiệp, với vị trí cao trong các bảng xếp hạng năm ấy và giúp bà đạt giải thưởng Vàng của hiệp hội các nhà sáng tác Nhật.
Năm 1984 bà lập gia đình đồng thời tiếp tục cho ra các Album và thực hiện các chuyến lưu diễn.

## Đã phát hành
Các đĩa đơn
1. 少女 (Thiếu nữ)／空を見上げる夜は (21 tháng 10 năm 1972)
2. 雨 (Mưa)／汚れ糸 (21 tháng 3 năm 1973)
3. 昨日までの想い出 (Kỷ niệm cho đến hôm qua)／黒猫とゆりかご (1 tháng 7 năm 1973)
4. 煙草のけむり (Hút thuốc／家（1 tháng 10 năm 1973)
5. 冬ざれた街／(Thị trấn nhỏ mùa đông) 春風 (21 tháng 2 năm 1974)
6. ミスター・クラウディ・スカイ (Trời u ám)／あじさいの花 (1 tháng 7 năm 1974)
7. 酒酔草／ちいさな水たまり (1 tháng 10 năm 1974)
8. 落日のテーマ／旅路 (21 tháng 2 năm 1975)
9. うつろな愛 (Tình yêu không bền chặt)／リンゴの樹の下で (21 tháng 10 năm 1975)
10. ジャングルジム (Single Version)／浜辺 (1 tháng 4 năm 1976)
11. 海 (biển cả)／清い流れのように (21 tháng 6 năm 1977)
12. ゲーム (Trò chơi)／東京 (21 tháng 10 năm 1977)
13. さよならだけは言わないで (Đừng chỉ nới lời chia ly)／春に咲く花 (21 tháng 3 năm 1978)
14. 残り火 (tàn tro)／恋愛ともだち (21 tháng 9 năm 1978)
15. 夜汽車 (Chuyến xe đêm)／一葉舟 (21 tháng 4 năm 1979)
16. 合鍵 (Chiếc chìa khóa)／岐路（みち） (21 tháng 9 năm 1979)
17. 約束 (Lời hẹn ước)／こんなにもあなたを (21 tháng 3 năm 1980)
18. 恋人よ(Người yêu dấu ơi)／ジョーカー (21 tháng 8 năm 1980)
19. 運命 (Số mệnh)（さだめ）／春・のすたるじい (7 tháng 3 năm 1981)
20. リバイバル (Phục hưng)／手紙 (21 tháng 9 năm 1981)
21. ジグソーパズル／行きずり (21 tháng 3 năm 1982)
22. 問わず煙草／あなたのいない夜 (21 tháng 6 năm 1982)
23. 抱きしめて (Hãy ôm chặt em)（愛は夢のように）／野性の涙 (22 tháng 9 năm 1982)
24. 真夜中のラブソング (Tình ca giữa ban đêm)／ラブリーデイ (21 tháng 4 năm 1983)
25. 時計 (Chiếc đồng hồ)／夜行列車 (1 tháng 10 năm 1983)
26. 野性の涙 (Những giọt lệ hoang dại)／窓 (10 tháng 12 năm 1983)
27. 他人がえり／ジェラシー (5 tháng 3 năm 1984)
28. 熱いさよなら (Tạm biệt)／ラブ (1 tháng 6 năm 1984)
29. 密会 (Cuộc họp kín)／ジュ・テーム (5 tháng 12 năm 1985)
30. 空 (Bầu trời)／風の詩（うた） (5 tháng 3 năm 1986)
31. 時の流れに (Dòng thời gian trôi)〜鳥になれ〜／空 (1 tháng 4 năm 1986)
32. 泣かないで (Xin đừng khóc)／家路 (27 tháng 8 năm 1986)
33. そしてさよなら (Tạm biệt)／恋しさは今 (1 tháng 4 năm 1987)
34. ハロー、マイ・フレンド (Xin chào! Bạn tôi ơi!)／恋しても (21 tháng 9 năm 1988)
35. おまえ (Anh)／忘れたくない恋 (21 tháng 10 năm 1990)
36. さよならは一度だけ (Chỉ một lần tạm biệt)／微笑みは出会いと共に (22 tháng 4 năm 1992)
37. いつも そして いつまでも (Vĩnh viễn và vĩnh viễn)／海辺の恋 (21 tháng 8 năm 1992)
38. 悲しみにまかせて (Niềm đau gửi lại cho tôi)／See You Again (21 tháng 2 năm 1994)
39. うたかた／春・のすたるじい (Rearranged Version) (1 tháng 2 năm 1996)
40. 恋は突然に (Chợt yêu)／風よ (22 tháng 5 năm 1996)
41. 時は過ぎて (Thời gian đã qua)／いつかあなたと (22 tháng 1 năm 1997)
42. 愛の約束 (Lời hẹn ước tình yêu)／心の歌 (19 tháng 7 năm 2000)
43. ふれあう時を信じて／夢は時を越え (23 tháng 6 năm 2004)
44. KOKORO NO TOMO (Người bạn của tâm hồn)／Try To Remember (24 tháng 8 năm 2005) song ca với DELON
45. BORN AGAIN (Tái sinh)／花のように (24 tháng 7 năm 2013)

Các Album
1. 五輪真弓／少女 (Thiếu nữ) (21 tháng 10 năm 1972)
2. 風のない世界 (1 tháng 7 năm 1973)
3. 時をみつめて (21 tháng 7 năm 1974)
4. Mayumity - うつろな愛 (21 tháng 10 năm 1975)
5. えとらんぜ (21 tháng 6 năm 1977)「私少し疲れたの」収録
6. 蒼空 - TODAY (1 tháng 11 năm 1977)
7. 残り火 (Tàn tro) (5 tháng 12 năm 1978)
8. 岐路（みち）(21 tháng 11 năm 1979)
9. 恋人よ (Người yêu dấu ơi) (6 tháng 9 năm 1980)
10. マリオネット (21 tháng 9 năm 1981)
11. 潮騒 (Tiếng gào thủy triều) (21 tháng 10 năm 1982)
12. 窓 〜せめて愛を〜 (21 tháng 10 năm 1983)
13. 風の詩 (5 tháng 12 năm 1985)
14. 時の流れに (5 tháng 9 năm 1986)
15. Wind and Roses (Gió và hoa hồng) (21 tháng 5 năm 1987)
16. Four Songs (Bốn khúc ca) (1 tháng 7 năm 1988) ミニアルバム
17. ノスタルジー (30 tháng 9 năm 1988)
18. 名もなき道 (21 tháng 10 năm 1990)
19. The Memorial Album (Album kỷ niệm) (21 tháng 8 năm 1992)
20. Personal (Cá nhân) (9 tháng 3 năm 1994)
21. 21世紀 (Thế kỷ 21) (1 tháng 2 năm 1996)
22. Time To Sing (9 tháng 4 năm 2003)
23. Welcome (31 tháng 10 năm 2007)

Các Album hát live
1. 冬ざれた街（ 1974年3月21日発売）- 渋谷ジァン・ジァンでの実況録音
2. 本当のことを言えば (21 tháng 3 năm 1975)
3. The SHOW - best concert album '75 (5 tháng 12 năm 1975)
4. 春愁 (1 tháng 4 năm 1981)
5. MAYUMI ITSUWA '83 (21 tháng 4 năm 1983)
6. 熱いさよなら (21 tháng 7 năm 1984) - PARCO劇場での実況録音

Các Album tuyển chọn
1. the best（1977年発売）
2. 五輪真弓　全曲集 (Tuyển tập ca khúc) (21 tháng 11 năm 1977)
3. MY SONGS／さよならだけは言わないで (1 tháng 8 năm 1978)
4. 五輪真弓　コレクション (1 tháng 7 năm 1981)
5. COLLECTION '82 (21 tháng 6 năm 1982)
6. 五輪真弓全集～フェイバリット・ソングス (10 tháng 11 năm 1985)
7. 五輪真弓　ベストコレクション (21 tháng 4 năm 1986)
8. 五輪真弓　ベスト・セレクション (21 tháng 11 năm 1986)
9. 五輪真弓 33 ALL singles (1 tháng 11 năm 1987)
10. 五輪真弓　ニュー・ベストセレクション (22 tháng 11 năm 1989)
11. アニヴァーサリー・イブ～Brand-new Best～ (1 tháng 9 năm 1991)
12. Another Face ～English Best Selection (1 tháng 11 năm 1991)
13. アンソロジーVOL. 1 (21 tháng 6 năm 1993)
14. アンソロジーVOL. 2 (21 tháng 6 năm 1993)
15. NOW & FOREVER (1 tháng 2 năm 1996)
16. MAYUMI CLASSICS (20 tháng 2 năm 2002)
17. BLUE ANTHOLOGY (17 tháng 12 năm 2003)
18. MAYUMI THE BEST～KOKORO NO TOMO (Những ca khúc hay nhất của Mayumi ~ Người bạn tâm hồn) (21 tháng 12 năm 2005)
19. GOLDEN☆BEST deluxe 五輪真弓 コンプリート・シングルコレクション (10 tháng 6 năm 2009)
20. 五輪真弓40周年記念ベストアルバム「Lovers & Friends」 (23 tháng 10 năm 2013)

Các video
1. 五輪真弓'83 (1 tháng 5 năm 1983)
2. 五輪真弓　ライブ・時の流れに (21 tháng 1 năm 1987)
3. Wind And Roses (CD VIDEO) (21 tháng 9 năm 1987)
4. MASTER PIECE (Siêu phẩm) (1 tháng 4 năm 1988)
5. 五輪真弓20周年コレクション コンサートツアー '92～'93 (10 tháng 1 năm 1993)

## Đánh giá và tầm phổ biến
Mayumi được mệnh danh là Carole King của Nhật Bản. Với những sáng tác trữ tình có giai điệu đẹp, trong sáng cùng với chất giọng trầm khỏe, truyền cảm, Itsuwa Mayumi được yêu mến trên khắp thế giới, đặc biệt là các nước Đông và Đông-Nam Á. Bà cũng từng có các Album thu ca khúc bằng tiếng Hoa, tiếng Anh nhằm mang nhạc của mình đến với nhiều người hơn.
Itsuwa Mayumi cùng với Yumi Matsutouya, Miyuki Nakajima và Mariya Takeuchi được xem là biểu tượng cho một thế hệ những ca sĩ của J-Pop vừa có khả năng ca hát, vừa có khả năng sáng tác những ca khúc chất lượng trong những thập niên 70-80 của thế kỷ trước.
Các sáng tác của bà phổ biến và được yêu mến khắp nơi, nhiều ca khúc đã được đặt lời bằng nhiều thứ tiếng. Ở Việt Nam, thính giả quen thuộc với những giai điệu như "Hận tình trong mưa" do Phạm Duy đặt lời bài hát "Koibito yo", hay "Khi cô đơn em gọi tên anh"  được Cẩm Vân đặt lời từ bài "Kokoro no Tomo", "Trời còn làm mưa mãi" do Nhật Ngân đặt lời và "Tiễn anh trong mưa" do Nguyễn Duy đặt lời từ bài "Ribaibaru", "Tàn tro" đặt lời từ bài "Nokoribi",..., "Chìa khóa tình yêu" đặt lời từ bài "Aikagi", "Sa mạc tình yêu" đặt lời từ bài "Ai no sinkirou", "Ngàn năm vẫn đợi" đặt lời từ bài "Dakishimete".